# Raphael Scharf-Katz
(Refael ben Jaakow Hakohen) Raphael Scharf-Katz (* 30. Januar 1917 in Erfurt; † 10. Oktober 1994) war Vorsitzender der Jüdischen Landesgemeinde Thüringen.

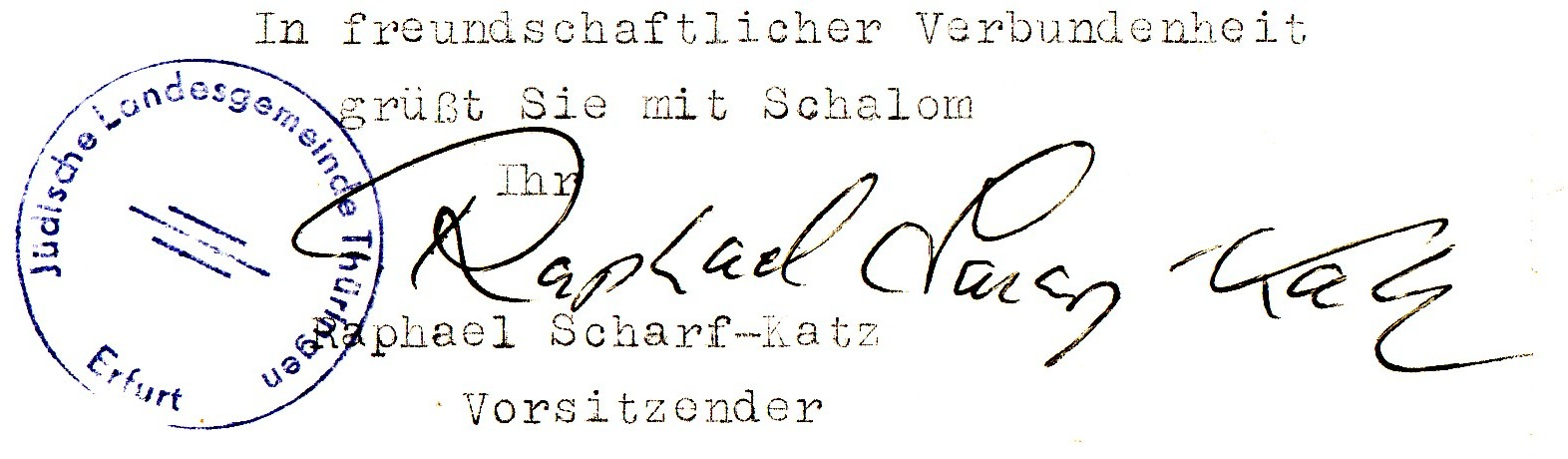
Autograph Raphael Scharf-Katz

## Werdegang
Von 1937 bis 1938 studierte er an der Technischen Hochschule Stuttgart. Im Oktober 1938 wurde er nach Polen abgeschoben und lebte in Krakau. 1941 wurde er in das Ghetto Drohobycz deportiert zur Zwangsarbeit. 1944 wurde er in das KZ Plaszow bei Krakau eingeliefert und von dort im November 1944 in das KZ Mittelbau-Dora verlegt, wo er im Außenlager Boelcke-Kaserne arbeiten musste. 1945 wurde er befreit. Scharf-Katz überlebte alle Konzentrationslager. Seine Eltern wurden im 1943 in Drohobycz erschossen.
Er war aktives Mitglied der Jüdischen Gemeinde in Erfurt und von 1985 bis zu seinem Tod deren Vorsitzender sowie Vorsitzender der Jüdischen Landesgemeinde Thüringen.

## Ehrungen
- 1988: Vaterländischer Verdienstorden in Silber[3]
- 1. Oktober 1992: Großes Verdienstkreuz der Bundesrepublik Deutschland